# Crystal (Dakota del Nord)
Crystal és una població dels Estats Units a l'estat de Dakota del Nord. Segons el cens del 2000 tenia 167 habitants.

## Demografia
Segons el cens del 2000, Crystal tenia 167 habitants, 76 habitatges, i 45 famílies. La densitat de població era de 99,2 hab./km².
Dels 76 habitatges en un 25% hi vivien nens de menys de 18 anys, en un 50% hi vivien parelles casades, en un 7,9% dones solteres, i en un 39,5% no eren unitats familiars. En el 36,8% dels habitatges hi vivien persones soles el 13,2% de les quals corresponia a persones de 65 anys o més que vivien soles. El nombre mitjà de persones vivint en cada habitatge era de 2,2 i el nombre mitjà de persones que vivien en cada família era de 2,91.
Per edats la població es repartia de la següent manera: un 24,6% tenia menys de 18 anys, un 6% entre 18 i 24, un 21% entre 25 i 44, un 29,3% de 45 a 60 i un 19,2% 65 anys o més.
L'edat mediana era de 44 anys. Per cada 100 dones de 18 o més anys hi havia 96,9 homes.
La renda mediana per habitatge era de 28.571 $ i la renda mediana per família de 32.500 $. Els homes tenien una renda mediana de 35.417 $ mentre que les dones 20.000 $. La renda per capita de la població era de 18.291 $. Entorn del 2,4% de les famílies i el 5,7% de la població estaven per davall del llindar de pobresa.

## Poblacions més properes
El següent diagrama mostra les poblacions més properes.